# Ernst Jaberg

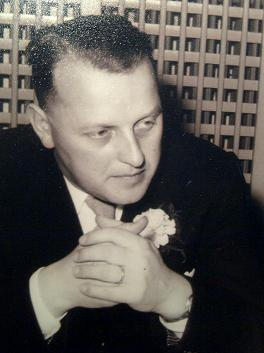
Ernst Jaberg

Ernst Jaberg (Golaten 7 december 1917 - Bern 18 juli 1998), was een Zwitsers politicus.
Ernst Jaberg studeerde rechten in Bern en Neuchâtel en promoveerde in 1944. Van 1946 tot 1950 was hij gerechtssecretaris te Aarberg en Burgdorf. Daarnaast was hij gerechtspresident en regeringsstadhouder (Regierungsstatthalter) van het district Erlach. Van 1956 tot 1966 was hij opperrechter.
Ernst Jaberg was politiek actief voor de Partij van Boeren-, Middenstanders- en Burgers (BGB; sinds 1971 Zwitserse Volkspartij geheten). Jaberg was secretaris van de BGB in Aarberg en van 1966 tot 1976 was hij lid van de Regeringsraad van het kanton Bern. Hij beheerde het departement Justitie en Gemeentelijke Aangelegenheden. Als president van de Juradelegatie van de Regeringsraad (tussen 1970 en 1978) had hij een groot aandeel in de oplossing van de zogenaamde "Jurakwestie." Hij moderniseerde de gemeentelijke wetgeving (1974) en maakte hij de invoering van het vrouwenkiesrecht in het kanton Bern mogelijk, hetwelk in 1971 werd ingevoerd.
Ernst Jaberg was van 1 juni 1973 tot 31 mei 1974 voorzitter van de Regeringsraad (dat wil zeggen regeringsleider) van het kanton Bern.
Hij was lid van de adiminitratieve raad van de suikerfabriek Aarberg en president van de Wengernalp- und Jungfraubahnen. Van 1978 tot 1987 was hij president van de Kantonsbank van het kanton Bern. 
Hij overleed op 80-jarige leeftijd, op 18 juli 1998 in Bern.